# Meridiosignum undulatum
Meridiosignum undulatum är en kräftdjursart som beskrevs av Brenda Lía Doti och Daniel Roccatagliata 2009. Meridiosignum undulatum ingår i släktet Meridiosignum och familjen Paramunnidae.
Artens utbredningsområde är Rio de La Plata. Inga underarter finns listade i Catalogue of Life.